# 1621

## أحداث
- تأسيس مدينة جافنا وتقع حاليا في سريلانكا.
- تأسيس مدينة تورنيو وتقع حاليا في فنلندا.
- 14 فبراير: تأسيس مدينة غواريناس [الإنجليزية] وتقع حاليا في فنزويلا.
- نهاية الحرب العثمانية البولندية في 1621 والتي بدأت في 1620.

## مواليد
- جان دي لافونتين

## وفيات
- كوزيمو الثاني
- مولاي الشيخ، أمير مغربي.